# Großwimm (Malgersdorf)
Großwimm ist eine Einöde mit 4 Einwohnern in der Gemeinde Malgersdorf im niederbayerischen Landkreis Rottal-Inn.

## Geografie und Verkehrsanbindung
Der Ort liegt knapp drei Kilometer südlich des Kernortes Malgersdorf.
Unweit östlich verläuft die B 20, westlich fließt der Rimbach, ein rechter Zufluss der Kollbach.

## Sehenswürdigkeiten
In der Liste der Baudenkmäler in Malgersdorf ist für Großwimm ein Baudenkmal aufgeführt:
- Der Stadel (Großwimm 70) aus der Mitte des 19. Jahrhunderts ist ein Ständerriegelbau mit Satteldach. Er ist teilweise verschalt.